# Frisange
Frisange (luxemburgiska: Fréiseng, tyska: Frisingen) är en kommun och en stad i södra Luxemburg. Kommunen ligger i kantonen Esch-sur-Alzette. Den hade år 2017, 4 557 invånare. Arean är 18,4 kvadratkilometer.